# 武蔵野市立本宿小学校
武蔵野市立本宿小学校（むさしのしりつ ほんじゅくしょうがっこう）は、東京都武蔵野市吉祥寺東町にある公立小学校。

## 概要
教育目標は「考える子・心の豊かな子・ねばり強い子・元気な子・はたらく子」である。特に冒頭の「考える子」を重点目標としており、日頃から社会活動などの考える教育に力を入れている。また、第三小学校同様、吹奏楽団の活動が有名で、各種コンクール入賞歴も多く、校内行事の他、数多くのコンサート・イベントでも活躍している。
「うちの子にかぎって…｣（おもにPART1）などのテレビドラマの舞台として登場する。

## 学校データ
- 児童数：336名（2017年2月現在）